# Shuri-te
Shuri-te (首里手) [a] é um estilo dos três estilos primordiais de karate, nascido ainda na época em que a arte marcial começava a ser conhecida por To-De[b]. Sua denominação se deve à sua origem, haja vista ter surgido na capital do vetusto reino de Ryukyu, a cidade de Shuri.
A formação do estilo Shuri-te teve por fundamento o conjunto de golpes direitos e defesas em ângulo. Os golpes ofensivos visam sempre a um ponto vital, o que mostra o preponderâncias de atemi waza, que visam a resolver um eventual embate num golpe singular (ikken hissatsu).

## História
No arquipélago de Okinawa, as origens dos sistemas de luta apontam para mais de mil anos. Como se deu nos domínios feudais da Ásia, havia um classe de guerreiros, os quais estudavam métodos de ataque e defesa para os enfrentamentos ocorridos entre os vários clãs e famílias. Todavia, mesmo entre os plebeus existiam aqueles que tinham conhecimentos marciais, até em razão das necessidades cotidianas.
O Rei Sho Hashi promulgou um edito proibitivo do uso de armas por parte da população civil, que acelerou o processo de desenvolvimento, culminando no karate(e, posteriormente, fosse resgatado o uso das armas e sendo fundamentada em uma arte marcial paralela, o Kobudo. Apesar de serem, atualmente, artes marciais distintas, a pratica de ambas têm muito a acrescentar ao praticante. Vide que muitos dos movimentos passam a fazer mais sentido quando entendidos de onde foi tirado do kobudo). No decorrer, o karate ramificou-se em três vertentes radicadas nas cidades de Shuri, Tomari e Naha. Em Shuri, então capital do país, onde viviam a família real[c] e se alojavam os guerreiros, a nasceu a linha chamada de shuri-te.
O sistema sofreu influências diretas desde o estilo de quan fa do Templo Shaolin. Mas, em decorrência de a cidade ser a capital do reino, os condutores de sua formação pertenciam mormente à aristocracia militar, baseados no lendário Castelo de Shuri, sendo moldado, pois, às suas necessidades, assim como sucedeu com os samurais do Japão, quando desenvolveram o jujutsu.
Após a invasão de Okinawa pelos samurais do clã de Satsuma, sobreveio à população nova proibição e confisco de armas da população. Tal proibição abateu-se mais sensível na classe guerreira, os peichin.

## Características
O repertório de golpes do estilo é caracterizado por movimentos rápidos e em linha reta, economia de golpes, que são sempre dirigidos a pontos específicos, aplicados no intuito de incapacitar desde logo o oponente, resolvendo a contenda com pouco gasto de esforços. Desta feita, a postura do estilo é bastante ofensiva.